# Tagline
 (janvier 2021).

Tagline d’Apple pour sa campagne publicitaire de 1997

Tagline est une expression anglaise utilisée pour désigner un énoncé permanent intégré à la signature d’une annonce publicitaire (bande-annonce, petite annonce…) ou d’un logo. Comme une variante d'une « image de marque », ce slogan d'assise peut être utilisé dans la commercialisation des matériaux et de la publicité.
L'idée derrière le concept est de créer une phrase inoubliable qui résume la tonalité et le principe de l'audio/visuels du produit.

## Nomenclature
Slogan et tag sont des termes américains. Au Royaume-Uni, ils sont appelés lignes de fond, endlines, ou mentions. En Belgique, ils sont appelés lignes de base. En France, ils sont les signatures.

## Organisation d'utilisation fonctionnelle des slogans

### Cinéma et télévision
- « Garbo talks! » – Anna Christie, et le suivi « Garbo rit! » – Ninotchka[2]
- « Chaque braquage a son plan parfait. Jusqu'à ce que quelque chose tourne mal. » – La casa de papel[3]
- « Avoir peur. Avoir très peur. » – La Mouche[4],[5],[6]
- « Dans l'espace, personne ne vous entendra crier. » – Alien
- « Freddy est juste au coin de la rue. » – Les Griffes de la nuit
- « Qui allez-vous appeler? » – Ghostbusters
- « Il peut y avoir un seul » – Highlander[7]
- « Un anneau pour les gouverner tous. » – Le Seigneur des anneaux[8]
- « L'amour c'est ne jamais avoir à dire que vous êtes désolé » – Histoire d'Amour[9],[10],[11]
- « Pour aller là où aucun homme n'est allé avant » – Star Trek[12]
- « La vérité est là. » – X-Files : Aux frontières du réel[13]
- « Pourquoi si grave? » – The Dark Knight : Le Chevalier noir
- « Juste quand vous pensiez qu'il était sûr de revenir en arrière dans l'eau... » – Les Dents de la mer, 2e partie
- « Rien sur terre ne pouvait venir entre eux. » – Titanic
- « Pris au piège dans le temps. Entouré par le mal. Bas sur le gaz. » – L'armée des Ténèbres
- « Certaines maisons sont nées du mauvais. » – La Hantise
- « Il sait ce qui vous fait peur. » - Poltergeist
- « Vous croyez. » – Ghost

### Les jeux vidéo
- « Fin de la lutte. » – Halo 3[14]
- « Les engins de guerre sont lubrifiés par le sang des soldats » – Gears of War[15]
- « Un pas de géant pour l'humanité » – Détruire tous les humains![16]
- « Les pécheurs de bienvenue. » – Saints Row[17]
- « C'est l'apocalypse zombie. Amener des amis. » – Left 4 Dead[18]
- « Certaines montagnes sont mises à l'échelle. D'autres sont tués. » – Shadow of the Colossus[19]
- « Préparez-vous à mourir » – Dark Souls
- « La guerre. La guerre ne change jamais » – Fallout
- « Aller en enfer » – l'Enfer de Dante[20]
- « La Vengeance résout tout » – Dishonored

### Textes électroniques
Les sites web utilisent souvent des slogans. Le Usenet utilise des slogans comme courte description d'un groupe de discussion. Le terme est utilisé en informatique pour représenter des aphorismes, maximes, graffitis ou d'autres slogans.
Dans des textes électroniques, une balise ou slogan, court, concis, accompagne et marque l'envoi d'e-mail au lieu d'une signature électronique. 
Le slogan est utilisé comme signature apposée à la fin de chaque message. À la fin des années 1980 et au début des années 1990, lorsque l'ordinateur réseau FidoNet commence à s'épanouir, les messages échangés entre les utilisateurs fonctionnent souvent avec une balise de ligne, de moins de 80 caractères, contenant une phrase brève (souvent plein d'esprit ou d'humour), le gimmick.